# Križanče (Bedekovčina)
Križanče is een plaats in de gemeente Bedekovčina in de Kroatische provincie Krapina-Zagorje. De plaats telt 161 inwoners (2001).